# Bad Weather Cape
Bad Weather Cape ist eine Halbinsel und Landspitze auf der Axel Heiberg Island im kanadischen Territorium Nunavut. Die Halbinsel trennt den Sverdrup-Kanal vom Li Fiord.
Bad Weather Cape ist etwa 19,6 Kilometer lang und bis zu 18,3 Kilometer breit. Es wurde erstmals an einem der letzten Apriltage des Jahres 1900 von Otto Sverdrup und Ivar Fosheim (1863–1944) während der Zweiten Fram-Expedition erreicht, die südlich des Kaps wegen eines Unwetters fünf Tage in ihrem Zelt verbringen mussten.